# Lent progressiva

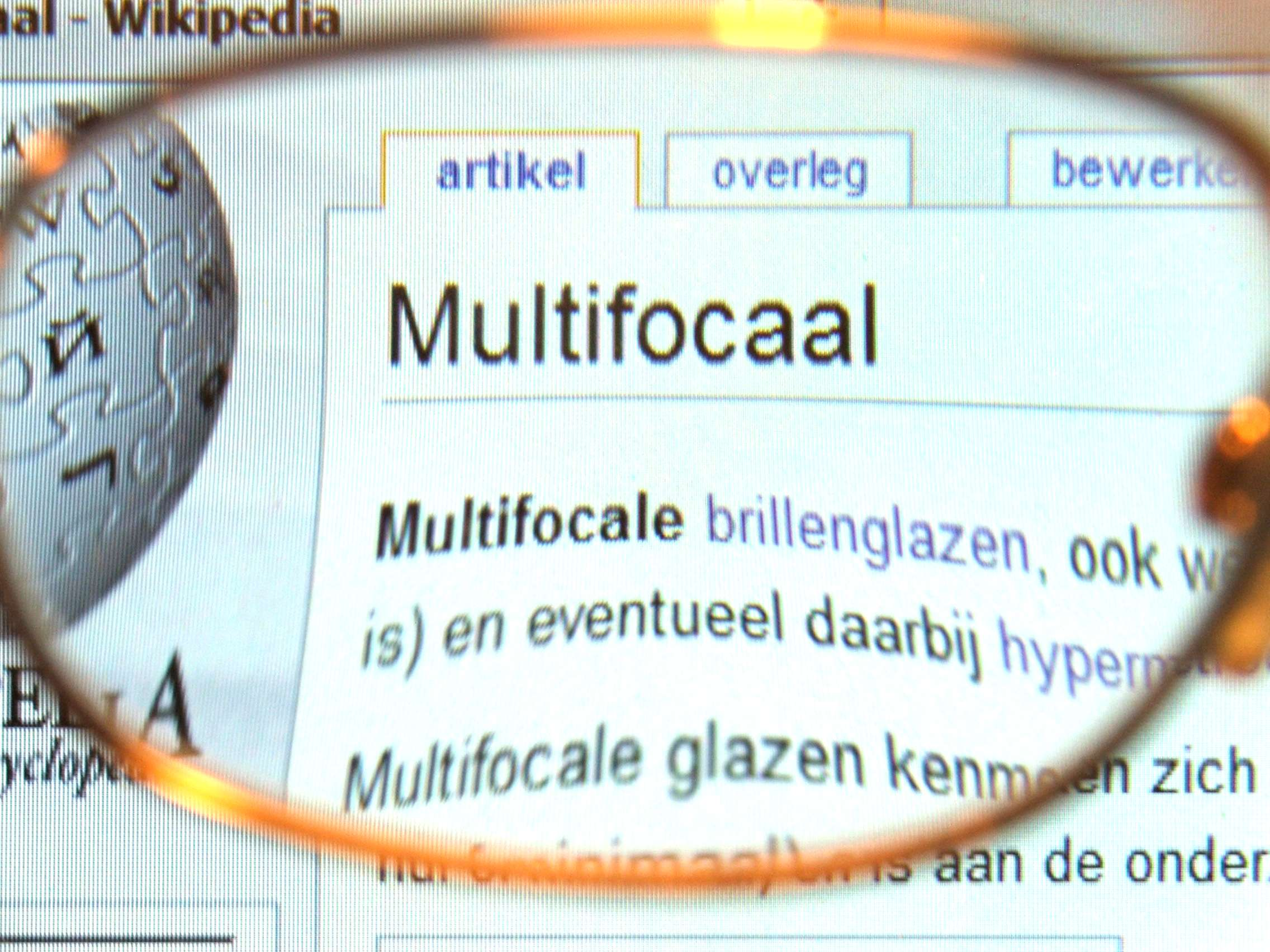
Imatge vista a través d'una lent progressiva

La lent progressiva és un tipus de lent que s'utilitza per corregir la presbícia i altres trastorns dels ulls. Es fa servir en ulleres correctores estàndard, i també en el cas de correcció amb lents de contacte. La lent es divideix en zones amb un nivell diferent de diòptries progressivament, sense un salt brusc entre elles, en què la part superior està graduada per veure-hi a distància i la inferior ho està per veure-hi de prop. Les zones van passant progressivament d'una graduació a l'altra i, tenint en compte la rotació natural (convergència) dels ulls quan es mira a distàncies diferents, s'arriba a ajustar automàticament.
La diferència de potència òptica es pot ajustar de forma individual en casos de presbícia, i en ocasions extremes es pot arribar a una diferència de 3 diòptries.

## Deformació de la imatge
La fotografia que il·lustra l'article mostra la gran deformació de la imatge visualitzada a través de la lent. No obstant això, sota condicions normals d'ús per al camp de visió, el camp principal de percepció és molt més estret. Això significa que la llum que incideix sobre la màcula retinal passa a través d'una àrea molt petita de la lent, de manera que l'usuari no observa la distorsió.

## Solució ordinadors-presbícia
Mitjançant l'ús de lents progressives es solucionen alguns problemes experimentats, a mitjana distància, per part dels usuaris d'ordinadors que empren lents bifocals. Encara que la major part dels materials de lectura es distingeixen fàcilment amb les lents bifocals, atès que els monitors d'ordinador per tal de deixar espai, se situen en general a una distància dels ulls dels usuaris (uns 50cm), suficient perquè es necessiti la part de la lent que corregeix la presbícia, llavors l'usuari, per veure bé la pantalla, ha de posicionar el cap a un angle força molest, en canvi amb les progressives, al tenir una graduació intermèdia, ho pot fer amb un angle més petit i confortable.

## Problemes amb la presbícia
Les ulleres progressives varien entre dues graduacions: des d'una per a veure de lluny fins a una altra per veure de prop (a uns 30cm, distància de lectura en el cas de la presbícia), aquesta part de la lent, que és la part inferior, desenfoca la imatge observada a través del l'angle inferior de visió, afectant la capacitat de jutjar la distància i l'altura dels graons o superfícies irregulars sobre les quals s'intenta caminar.
Hi ha proves de que el fet de caminar, portant posades les lents bifocals, trifocals o varifocals, augmenta el risc de caigudes en una persona amb presbícia (normalment a partir de certa edat), en comparació amb la mateixa persona portant posades unes lents d'una sola graduació (que no estan graduades per llegir). Això passa perqué els peus d'una persona al caminar,estan a una distància molt superior a la distància de lectura per a la qual han estat calibrades les lents.